# Elżbieta Krzesińska
Elżbieta Maria Krzesińska (dekliški priimek Duńska), poljska atletinja, * 11. november 1934, Varšava, Poljska, † 29. december 2015, Varšava.
Nastopila je na poletnih olimpijskih igrah v letih 1952, 1956 in 1960, leta 1956 je osvojila naslova olimpijske prvakinje v skoku v daljino, leta 1960 pa srebrno medaljo. Na evropskih prvenstvih je osvojila srebrno medaljo leta 1962 in bron leta 1954. 20. avgusta 1956 je postavila nov svetovni rekord v skoku v daljino s 6,35, 27. novembra 1956 ga je ob olimpijski zmagi izenačila, veljal je štiri leta.  